# Anja Ballis
Anja Ballis (* 5. Januar 1969) ist eine deutsche Literaturwissenschaftlerin, Deutschdidaktikerin und Professorin an der Ludwig-Maximilians-Universität München.

## Werdegang
Von 1989 bis 1995 studierte Anja Ballis Deutsch, Geschichte und Sozialkunde für das gymnasiale Lehramt an den Universitäten in Erlangen-Nürnberg, Marburg und Augsburg. 1995 legte sie das erste Staatsexamen ab. 2000 beendete sie den Vorbereitungsdienst mit dem Zweiten Staatsexamen und wurde im selben Jahr mit der literaturwissenschaftlichen Arbeit „Literatur in Ansbach“ promoviert. Zwischen 2001 und 2007 war Ballis als Studienrätin im bayerischen Gymnasialdienst sowie als Wissenschaftliche Mitarbeiterin am Lehrstuhl für Didaktik der deutschen Sprache und Literatur an der Universität Augsburg tätig, bevor sie die Professur für Literarisches Lernen an der Pädagogischen Hochschule Weingarten zunächst vertrat und ab 2008 übernahm. Ihre 2008 vorgelegte Habilitationsschrift erschien 2010 unter dem Titel „Schriftsprachliche Förderung von Jugendlichen mit Migrationshintergrund. Eine Studie über Schüler(innen) der Sekundarstufe I unter besonderer Berücksichtigung der Jahrgangsstufen 5 bis 7“. Seit 2013 ist Ballis Inhaberin des Lehrstuhls für die Didaktik der deutschen Sprache und Literatur sowie des Deutschen als Zweitsprache an der Ludwig-Maximilians-Universität München. Ihre Arbeitsschwerpunkte liegen in der Bereichen Bildungsmedien und Digitalisierung, Holocaust Education, Mehrsprachigkeit im Deutschunterricht, Grounded Theory und Fachdidaktische Forschung. Von 2008 bis 2014 war sie Mitherausgeberin der Zeitschrift „Literatur im Unterricht“.

## Aktuelle Forschung
Gemeinsam mit Markus Gloe und Michele Barricelli leitet Anja Ballis das interdisziplinäre Projekt „LediZ“ (Lernen mit digitalen Zeugnissen), das sich der Erstellung und Erforschung deutschsprachiger interaktiver 3D-Zeugnisse von Überlebenden des Holocaust verschrieben hat.

## Veröffentlichungen (Auswahl)

### Monographien
- (gemeinsam mit Markus Gloe) Holocaust Education Revisited: Wahrnehmung und Vermittlung • Fiktion und Fakten • Medialität und Digitalität. Wiesbaden 2019.
- (gemeinsam mit Mirjam Burkard) Kinderliteratur im Medienzeitalter. Grundlagen und Perspektiven für den Unterricht in der Grundschule. Berlin 2014.
- Schriftsprachliche Förderung von Jugendlichen mit Migrationshintergrund. Eine Studie über Schüler(innen) der Sekundarstufe I unter besonderer Berücksichtigung der Jahrgangsstufen 5 bis 7. Baltmannsweiler: Schneider Hohengehren 2010. [Habilitationsschrift]
- Literatur in Ansbach. Eine literarhistorische Untersuchung von der Reformation bis zum Ende des Ancien Régime. Ansbach: Selbstverlag des Historischen Vereins für Mittelfranken 2001 (Mittelfränkische Studien 14). [Dissertationsschrift]

### Beiträge in Zeitschriften und Sammelbänden
- (gemeinsam mit Lisa Schwendemann) "In any case, you believe him one hundred percent, everything he says." Trustworthiness in Holocaust survivor talks with high school students in Germany. In: Holocaust Studies (2021), S. 1–30, doi:10.1080/17504902.2021.1915016.
- (gemeinsam mit Michele Barricelli und Markus Gloe) Interaktive digitale 3D-Zeugnisse und Holocaust Education – Entwicklung, Präsentation und Erforschung. In: Anja Ballis und Markus Gloe (Hgg.): Holocaust Education Revisited. Wahrnehmung und Vermittlung – Fiktion und Fakten – Medialität und Digitalität, Wiesbaden: Springer VS 2019, S. 403–436.
- 50 Jahre Grounded Theory. Begegnungen zwischen einem Forschungsstil und der Fachdidaktik. In: Der Deutschunterricht 5 (2018), S. 92–97.
- Confronting subject matter education with memorial pedagogy. Guides at memorial sites and Holocaust museums. In: RISTAL 1 (2018), S. 19–34, DOI: 10.23770/rt1807.
- DaZ-Schreibdidaktik ‒ ein Überblick In: Wilhelm Grießhaber, Sabine Schmölzer-Eibinger, Heike Roll u. a. (Hgg.): Schreiben in der Zweitsprache. Ein Handbuch, Berlin: De Gruyter Mouton 2018 (DaZ-Handbücher 1), S. 267–281, DOI:10.1515/9783110354577-018.